# (35165) Québec
(35165) Québec ist ein Asteroid des äußeren Hauptgürtels, der am 16. August 1993 von dem belgischen Astronomen Eric Walter Elst am Schmidt-Teleskop des französischen Observatoire de Calern bei Grasse (IAU-Code 010) entdeckt wurde.
Die Umlaufbahn des Asteroiden um die Sonne ist mit mehr als 21° stark gegenüber der Ekliptik des Sonnensystems geneigt. Der mittlere Durchmesser von (35165) Québec wurde mit 11,205 (±0,156) km berechnet, die Albedo mit 0,097 (±0,024). Die Rotationsperiode des Asteroiden wurde 2009 und 2020 von Brian D. Warner, 2015 von Adam Waszczak, Chan-Kao Chang, Eran Ofek et al. und 2019 von András Pál, Róbert Szakáts, Attila Bódi et al. untersucht. Die Lichtkurven reichten jedoch nicht zu einer Bestimmung aus.
(35165) Québec wurde am 13. Juni 2006 nach der kanadischen Stadt Québec benannt.